# Показувальний пристрій

Показувальний пристрій термометра типу «шкала —покажчик»

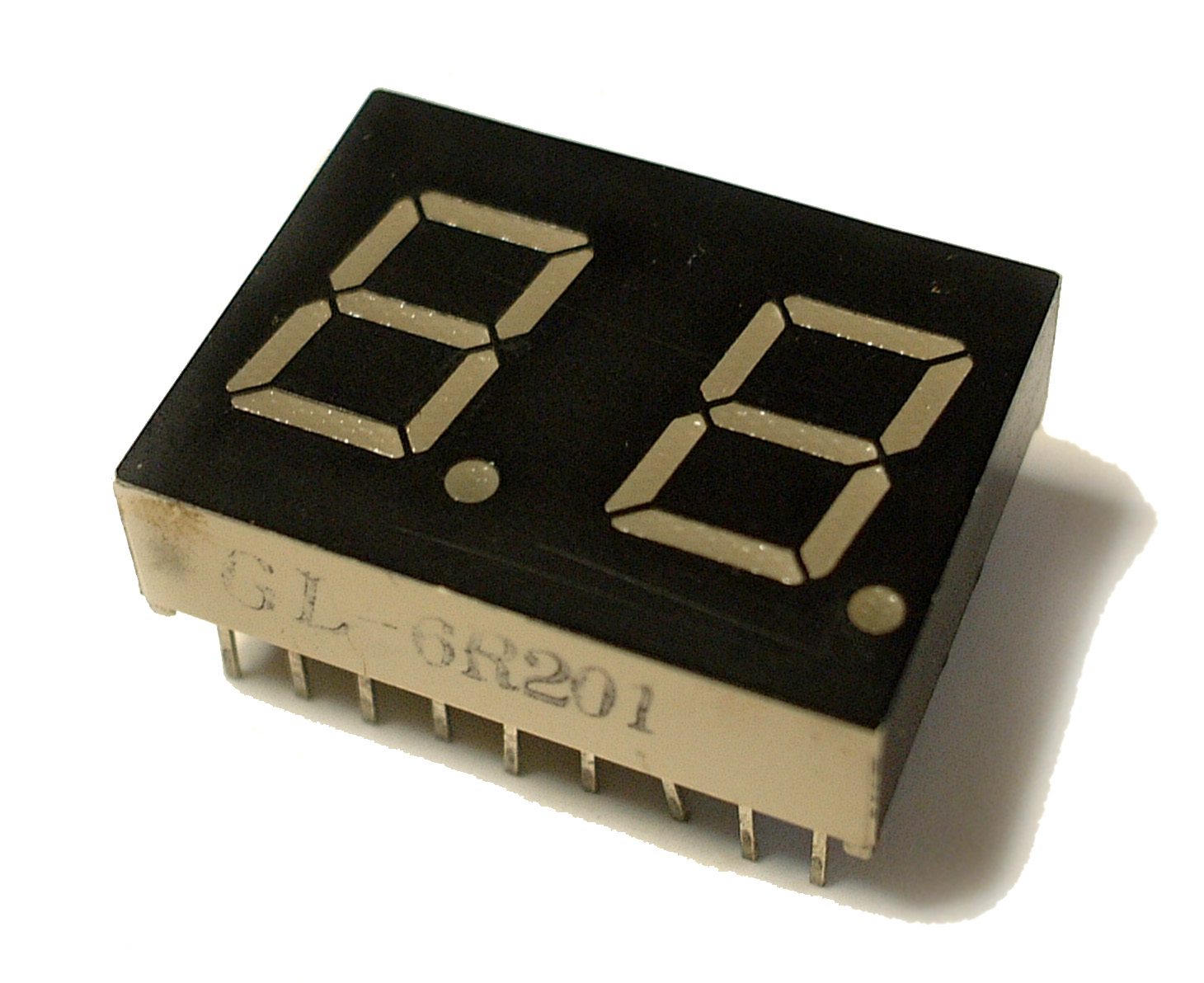
Світлодіодний семисегментний цифровий індикатор

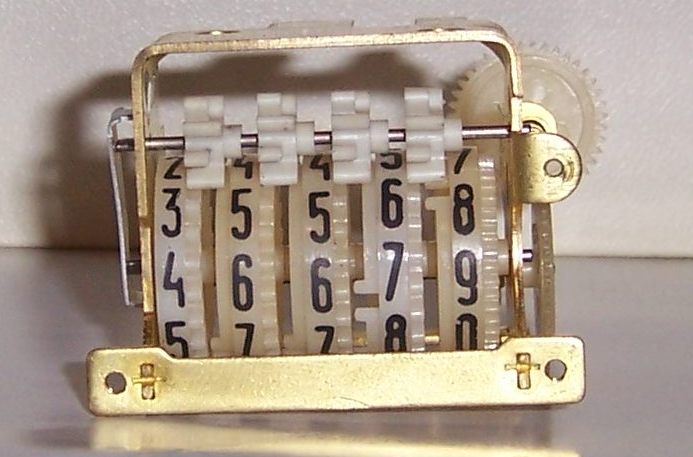
Цифровий лічильник механічного типу

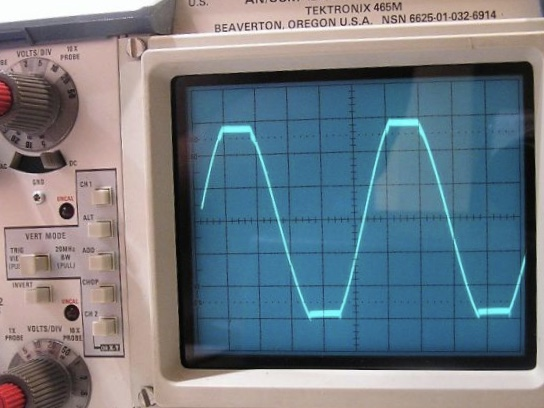
Екран осцилографа

Пока́зувальний при́стрій — сукупність елементів або вузол засобу вимірювань, що подає візуальний сигнал вимірювальної інформації.
Показувальні пристрої вимірювальних приладів найчастіше виконані у вигляді системи «шкала — покажчик», числового (цифрового) табло чи пристрою виводу графічної інформації.

## Система «шкала— покажчик»

### Шкала засобу вимірювань
Шкала засобу вимірювань — частина показувального пристрою у вигляді впорядкованої сукупності позначок разом із пов'язаною з нею певною послідовністю чисел. Відмітки на шкалах можуть бути нанесені рівномірно (рівномірна шкала) або нерівномірно (нерівномірна шкала).
Відмітка шкали (відмітка) — знак на шкалі засобу вимірів (риска, зубець, крапка та ін.), що відповідає деякому значенню фізичної величини. Позначку шкали засобу вимірювань, біля якої проставлене число, називають числовою відміткою шкали, а проміжок між двома сусідніми відмітками шкали засобу вимірювань називається поділкою шкали.
Розрізняють 
- початкове значення шкали — найменше значення вимірюваної величини, яке може бути відлічене за шкалою засобу вимірювань;
- кінцеве значення шкали — найбільше значення вимірюваної величини, яке може бути відлічене за шкалою засобу вимірювань. Так, наприклад, для ртутного медичного термометра початковим значенням шкали є 34,3 °C, а кінцевим значенням шкали є 42 °C.

### Покажчик засобу вимірювань
Покажчик засобу вимірювань (покажчик) — частина показувального пристрою, положення якого щодо відміток шкали визначає покази засобу вимірювань. Покажчиком може бути стрілка, штрих, кромка деталі, пляма променя світла, край стовпчика рідини і т.п., що переміщаються відносно шкали. 
Зміна показів в системі шкала-покажчик, може здійснюватися шляхом переміщення одного з елементів відносно іншого.

## Цифрове табло
Показувальний пристрій цифрового вимірювального приладу називається табло цифрового вимірювального приладу (табло приладу; табло).
Цифрове табло — пристрій, що входить у вимірювальний прилад і призначений для відображення значення вимірюваної величини в дискретному вигляді (частіше у вигляді набору цифр). Цифрові табло, зазвичай мають фіксований набір елементів відображення (сегментів), розташованих як довільно, так і згрупованих в знаки (цифри, букви, символи).
Табло цифрового вимірювального приладу візуалізує інформацію про числові значення у вигляді ряду цифр, додатково можуть використовуватися також букви та інші знаки — для індикації одиниць вимірювання, сигналу про переповнення табло та інших даних. 
Електронне табло являє собою окремий модуль або друковану плату і містить власне засіб індикації та керуючу електронну частину. Засіб індикації може бути реалізовано у вигляді лінійки окремих цифрових індикаторів (сегментних або газорозрядних) або в інтегральному оформленні, наприклад, у вигляді багаторозрядних сегментного індикатора або матричного екрану, на якому синтезуються зображення цифр і букв.
Крім електронних табло існують і механічні цифрові індикатори у вигляді розміщених на спільній осі декількох роликів або дисків з цифрами по колу і ряду віконець, у яких з'являються цифри окремих роликів (дисків). Після появи електронних табло механічні індикатори використовуються в основному як прості лічильники механічних імпульсів (наприклад у: механічних одометрах, водяних лічильниках) та у лічильниках електроенергії старіших моделей.

## Пристрої виводу графічної інформації
Такі пристрої візуально мають вигляд екрана на основі електронно-променевої трубки, рідкокристалічного дисплею чи світлодіодної матриці, на якому зображується інформація у вигляді графіків залежності вимірюваної величини від часу або іншого параметра, або характеристик, що показують взаємозв'язок різних величин. Показувальні пристрої у вигляді екранів застосовуються, зазвичай, для певних класів приладів, наприклад: осцилографів, різних панорамних вимірників і характеріографів, деяких дефектоскопів і т. д.